# Saint-Martin-de-Londres
Saint-Martin-de-Londres é uma comuna francesa na região administrativa de Occitânia, no departamento de Hérault. Estende-se por uma área de 38,2 km². Em 2010 a comuna tinha 2 787 habitantes (densidade: 73 hab./km²).